# VIII Liceum Ogólnokształcące im. Adama Mickiewicza w Poznaniu

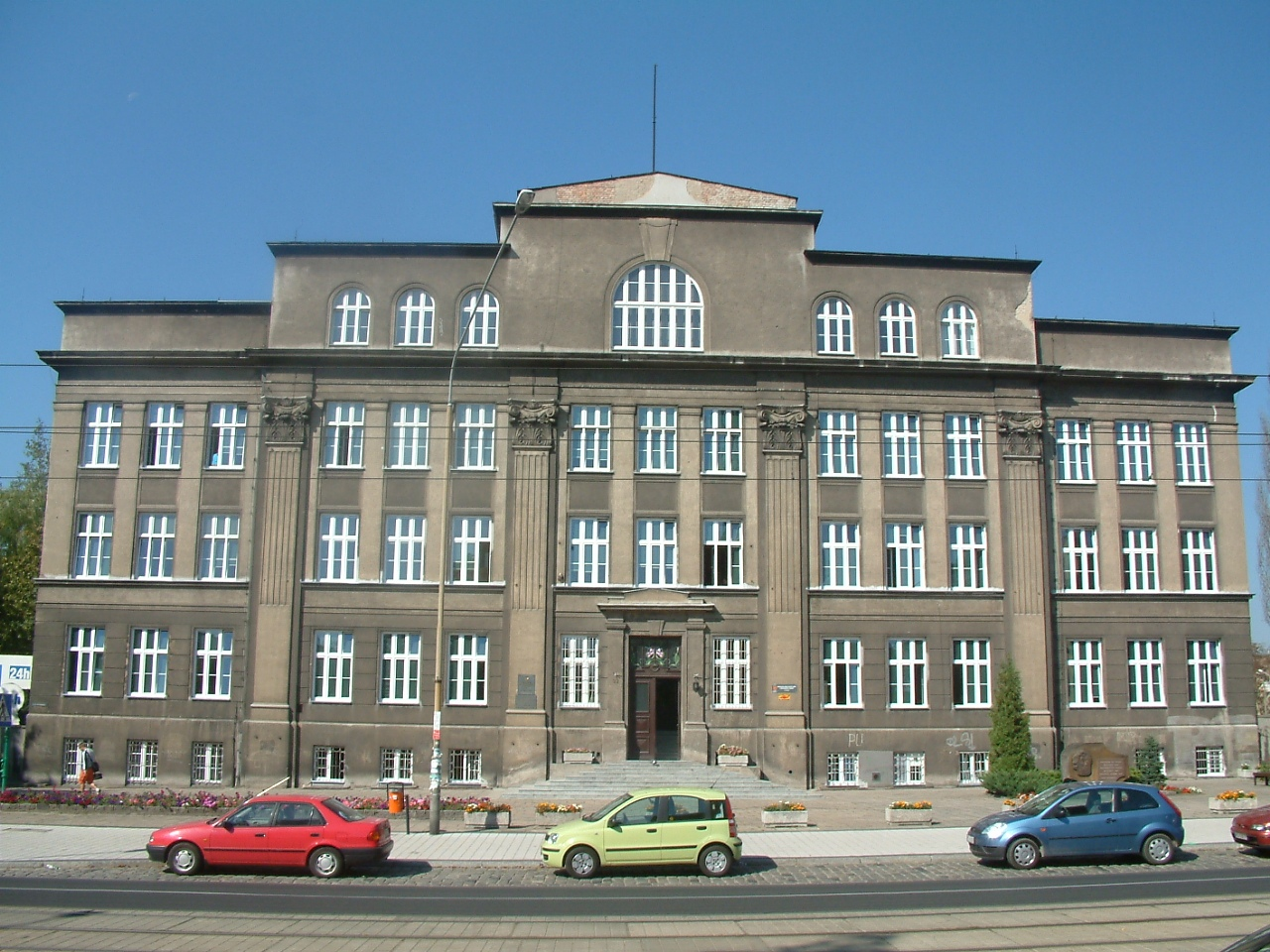
Budynek szkoły do roku 2014

VIII Liceum Ogólnokształcące im. Adama Mickiewicza w Poznaniu (pot. „Ósemka”) – liceum znane głównie z profili matematyczno-fizyczno-informatycznych (autorski projekt Informatyczna Klasa Akademicka), matematyczno-fizycznych oraz biologiczno-chemicznych.

## Historia
W 1923 ks. Czesław Piotrowski otworzył szkołę przygotowawczą, dla której rok później uzyskał koncesje na prowadzenie niższych klas gimnazjum. 10 maja 1927 roku szkoła rozszerzyła swoją ofertę na wszystkie klasy gimnazjum (do maturalnej włącznie). W tym okresie szkoła borykała się z licznymi problemami lokalowymi, tak że zajęcia musiały odbywać się wieczorami w innych szkołach. W końcu we wrześniu 1926 roku rozpoczęła się budowa gmachu szkoły przy ulicy Marszałka Focha (obecnej Głogowskiej 92). W roku szkolnym 1927/28 szkoła rozpoczęła działalność w nowym budynku, zaprojektowanym przez Adolfa Pillera, jako „Prywatne Gimnazjum Humanistyczne im. Adama Mickiewicza w Poznaniu” – pełnoprawne gimnazjum państwowe. W latach 1939–1945 zajęcia zawieszono z powodu wojny, a 1 września 1945 wznowiono w budynku Szkoły Podstawowej nr 10. Nadano wtedy szkole nr VIII. 15 grudnia 1956 przeniesiono zajęcia z powrotem do budynku przy ulicy Głogowskiej 92. W tym czasie w szkole rozpoczęła działalność drużyna harcerska „Czarna Trzynastka”. W latach 1967–1974 przeprowadzono gruntowny remont budynku, a w 1973 dobudowano nową salę gimnastyczną. W 1970 otworzono pierwszą klasę o profilu matematycznym, a później także profil biologiczno-chemiczny. W latach 1983–1987 w szkole odbywała się silna działalność konspiracyjna (organizacje Szkolne Koła Oporu Społecznego i Rokosz), wielu nauczycieli i uczniów było przesłuchiwanych i przetrzymywanych w aresztach. W 1989 otwarto profil informatyczny oraz pierwszą pracownię informatyczną. We wrześniu 2011 roku dyrektorem szkoły został Marek Grefling, który po dwudziestu latach zastąpił odchodzącą na emeryturę Jadwigę Walkowiak.
W roku 2014 szkoła została przeniesiona do budynku przy ul. Cegielskiego 1. Spowodowane było to zwrotem budynku Kościołowi katolickiemu, który własność wybudowanej przez ks. Czesława Piotrowskiego nieruchomości nabył w okolicznościach budzących pewne wątpliwości i sprzeciw części poznaniaków oraz uczniów. Obecnie budynek ten mieści Publiczne Liceum Ogólnokształcące Katolickiego Stowarzyszenia Wychowawców im. bł. Natalii Tułasiewicz oraz Katolicką Szkołę Podstawową im. św. Stanisława Kostki.
W nowej siedzibie VIII LO mieścił się uprzednio Zespół Szkół Mistrzostwa Sportowego, który został przeniesiony do budynków po Gimnazjum nr 25 na Osiedlu Tysiąclecia.

## Klasy akademickie
VIII Liceum Ogólnokształcące w Poznaniu realizuje współpracę z miejskimi uczelniami, które obejmują swoimi patronatami poszczególne klasy. Długa współpraca skutkuje osiąganiem przez uczniów bardzo wysokich wyników w ogólnopolskich olimpiadach. Obecnie (stan na 2024) szkoła realizuje programy akademickie w pięciu klasach:
– Informatyczna Klasa Akademicka (IKA) działa we współpracy z Wydziałem Informatyki Politechniki Poznańskiej od 2006 roku.
– Matematyczna Klasa Akademicka (MKA) rozpoczęła swoją działalność we wrześniu 2014 roku we współpracy z Wydziałem Matematyki i Informatyki Uniwersytetu im. Adama Mickiewicza.
– Fizyczna Klasa Akademicka (FKA) została powołana do życia w 2011 roku. Klasie patronuje Instytut Fizyki Politechniki Poznańskiej.
– Patronackie Klasy Medyczne (PKM) rozpoczęły swoją działalność w 2012 roku we współpracy z Uniwersytetem Medycznym w Poznaniu.
– Ekonomiczna Klasa Akademicka (EKA) rozpoczęła swoją działalność od 2013 roku we współpracy z Wydziałem Zarządzania Uniwersytetu Ekonomicznego w Poznaniu.

## Miejsce w rankingach
Miejsce w rankingu liceów sporządzanym przez portal WaszaEdukacja.pl
- 2017 – 3. miejsce w Poznaniu,
- 2018 – 1. miejsce w Poznaniu,
- 2019 – 2. miejsce w Poznaniu,
- 2020 – 1. miejsce w Poznaniu,
- 2021 – 2. miejsce w Poznaniu,
- 2022 – 1. miejsce w Poznaniu,
- 2023 – 2. miejsce w Poznaniu[15].